# Poligné
Poligné település Franciaországban, Ille-et-Vilaine megyében. Lakosainak száma 1245 fő (2022. január 1.). Poligné Crevin, Bourg-des-Comptes, Pancé és Pléchâtel községekkel határos.

## Népesség
A település népességének változása:
| Lakosok száma | 456  | 492  | 618  | 1015 | 1140 | 1182 | 1201 | 1195 | 1212 | 1245 |
|               | 1968 | 1982 | 1990 | 2006 | 2013 | 2015 | 2017 | 2019 | 2020 | 2022 |